# Corrente nord-atlantica

La corrente nord-atlantica è una corrente oceanica di acqua calda presente nell'Oceano Atlantico settentrionale. 
Nasce a sud-est dell'isola di Terranova dove le acque calde della corrente del Golfo si mescolano con quelle fredde della corrente del Labrador. 
Dopo aver superato la dorsale medio atlantica si divide in più rami a ovest dell'Irlanda. Uno dei rami si dirige verso sud formando la corrente delle Canarie, mentre un altro si dirige a nord lungo le coste dell'Europa settentrionale influenzandone le condizioni climatiche.